# Heraclia pentelia
Heraclia pentelia là một loài bướm đêm trong họ Noctuidae.